# TV조선 스포츠뉴스
TV조선 스포츠뉴스는 대한민국에서 매일 오후 8시 40분~오후 8시 50분에 텔레비전으로 방송하는 TV조선의 스포츠 뉴스 프로그램이다. 매일 10분으로 방송분량이 나간다.

## 그 외 TV조선 뉴스 프로그램
- 모닝 뉴스쇼 깨
- TV조선 뉴스와 생활경제
- TV조선 정오뉴스
- 뉴스와이드 참
- TV조선 뉴스 (430)
- TV조선 뉴스 날
- TV조선 뉴스와 날씨